# Hans Ulrich Roll
Hans Ulrich Roll (* 26. Mai 1910 in Danzig; † 29. Dezember 2000 in Bonn) war ein deutscher Meteorologe. 

## Leben

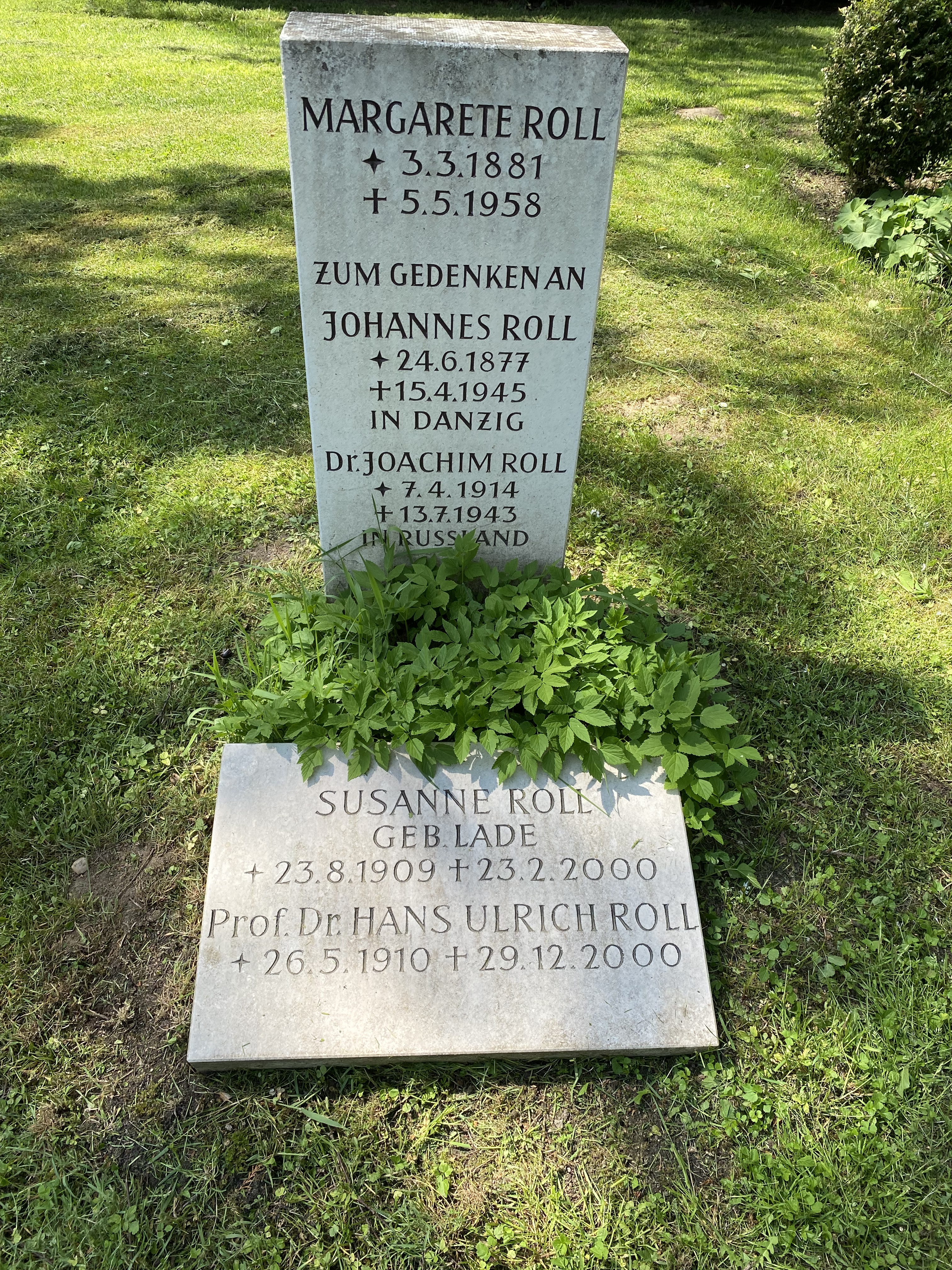
Grabstätte auf dem Friedhof Ohlsdorf im Planquadrat AE 31

Nach dem Abitur im Jahr 1928 studierte er Mathematik, Physik und Biologie in Göttingen und Danzig. Roll promovierte 1939 mit der Schrift Zur Frage des täglichen Temperaturganges und des Wärmeaustausches in den unteren Luftschichten über dem Meere (auf Grund von Messungen bei Helgoland) in Meteorologie und Ozeanografie an der Universität Berlin. Ab 1935 war er im Marinewetterdienst. 
1941 war er einer der wenigen Überlebenden bei der Versenkung des Hilfskreuzers Pinguin und kam in britische Gefangenschaft, aus der er Ende 1946 zurückkehrte. 
1947 ging er zum im Aufbau befindlichen Deutschen Wetterdienst in Hamburg. Seine Forschungsschwerpunkte waren die Wechselwirkung zwischen Ozean und Atmosphäre sowie das Thema Meereswellen. Er war Abteilungsleiter und 1958–65 Leiter des Seewetteramts. 
1962 wurde er Honorarprofessor an der Universität Hamburg und hielt Vorlesungen in maritimer Meteorologie. 1964/65 war er Gastprofessor in Florida. 
Von 1965 bis 1974 war er, als Nachfolger von Gerhard Zwiebler, Präsident des Deutschen Hydrographischen Instituts. - Roll war Mitglied verschiedener deutscher und internationaler wissenschaftlicher Gremien u. a. der Deutschen wissenschaftlichen Kommission für Meeresforschung des Internationalen Rates für Meeresforschung in Kopenhagen, der Senatskommission für Ozeanographie der Deutschen Forschungsgemeinschaft usw.
Hans Ulrich Roll verstarb 90-jährig und wurde auf dem Hamburger Friedhof Ohlsdorf in der Nähe von Kapelle 6 beigesetzt.

## Ehrungen
- 1983: Großes Verdienstkreuz der Bundesrepublik Deutschland
- 1989: Albert-Defant-Medaille der Deutschen Meteorologischen Gesellschaft.